# 12790 Cernan
12790 Cernan eller 1995 UT2 är en asteroid i huvudbältet som upptäcktes den 24 oktober 1995 av Kleť-observatoriet i Tjeckien. Den är uppkallad efter den amerikanske astronauten Eugene Cernan.
Asteroiden har en diameter på ungefär 5 kilometer.